# Tuchengzi (socken i Kina, lat 41,72, long 114,10)
Tuchengzi (kinesiska: 土城子, 土城子乡) är en socken i Kina. Den ligger i den autonoma regionen Inre Mongoliet, i den norra delen av landet, omkring 230 kilometer nordost om regionhuvudstaden Hohhot.
Genomsnittlig årsnederbörd är 517 millimeter. Den regnigaste månaden är juni, med i genomsnitt 128 mm nederbörd, och den torraste är december, med 3 mm nederbörd.